# 下壓力

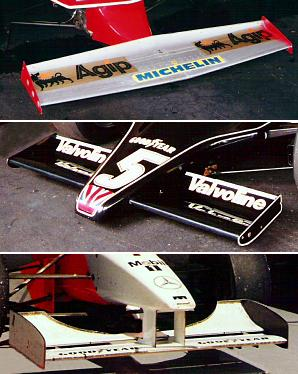
F1賽車擾流板

下压力是指车辆行駛時通過零部件讓空气对车身产生向下方向的压力，從而抵消汽車行駛時受到的升力，這樣輪胎可以緊貼在地面，抓地力更高，汽车行可以開得更快更穩定。F1賽車的擾流板就可以產生下壓力。